# AGF (companie)
AGF (companie) este o societate de asigurări franceză, deținută de către grupul financiar german Allianz.